# ROAR! Rock of Angels Records
ROAR! Rock of Angels Records è un'etichetta musicale greca specializzata in gruppi hard rock e metal. L'azienda ha sede a Salonicco, in Grecia. La distribuzione delle produzioni è affidata a Soulfood Music Distribution GmbH. L'etichetta Rock of Angels Records è un marchio registrato di Infinity Entertainment IKE. 

## Storia dell'azienda
La compagnia è stata fondata nel 2012 da Akis Kosmidis , un fan dell'Hard Rock e dell'Heavy Metal sin dalla sua prima giovinezza. Inizialmente, la società operava esclusivamente come etichetta musicale con il nome ROAR! Rock of Angels Records e si è concentrata sulla promozione di giovani band greche della scena heavy metal, che all'epoca erano particolarmente attive, mentre distribuiva anche album di band più importanti, come Stryper o Operation Mindcrime. 
Sotto l'etichetta ROAR! Rock of Angels Records sono stati pubblicati più di 50 album, inclusi Nemesis di Sarissa  e Blind Faith di Mean Streak . La distribuzione dei propri prodotti è svolta da Soulfood in Europa (ad eccezione di Grecia e Cipro) e plastichead code7 in Gran Bretagna. La distribuzione digitale è fornita da Believe. 
Nel settembre 2015 è stato organizzato per la prima volta il festival all'aperto “Rock on the Beach”   . 
Nel 2015, il nome dell'azienda è stato infine cambiato in Infinity Entertainment IKE. Ciò si è reso necessario man mano che la missione dell'azienda si espandeva, avendo acquisito la distribuzione esclusiva di supporti audio da altre etichette indipendenti.  

## Struttura e distribuzione
L'azienda è suddivisa in diverse aree di business. Per il suo programma, l'etichetta interna ROAR! Viene utilizzata la Rock of Angels Records, specializzata in heavy metal e musica rock . Death Metal e Dark Metal sono distribuiti sotto l'etichetta Growl Records. La distribuzione dei prodotti dell'azienda e di quelli di altre etichette è gestita da Infinity Entertainment per quanto riguarda grossisti e rivenditori in Grecia e Cipro. Infinity Entertainment è diventata uno dei distributori più importanti in Grecia per etichette indipendenti . Esistono accordi di distribuzione esclusiva per la Grecia con Nuclear Blast, SPV, AFM Records e Frontiers Records, tra gli altri.     
Infinity Entertainment utilizza catene di vendita al dettaglio come Media Markt e Public Stores, nonché molti piccoli negozi di musica specializzati come canali di distribuzione. La distribuzione in linea è gestita tramite il negozio online Music Megastore. 
L'etichetta ha preso parte inoltre alla creazione di un vino, creato e distribuito con il nome "Joe Lynn Turner - King of Dreams"   grazie alla collaborazione tra Joe Lynn Turner, l'ex cantante dei Deep Purple e Rainbow, e la rinomata azienda vinicola greca Nico Lazaridi. 

## Artisti (selezione)

### Catalogo attuale (selezione)
Il catalogo della Rock of Angels Records comprende oltre a diversi artisti greci e internazionali come gli statunitensi Ashes of Ares di Matt Barlow o i tedeschi Enemy Inside e Mystic Prophecy, anche alcuni gruppi italiani come i milanesi False Memories e i marchigiani Last Union.
- Ashes of Ares
- Enemy Inside
- Sorrowful Angels
- Outloud
- Memorain
- Overpower
- Last Union
- Mystic Prophecy
- False Memories